# Blaire Erskine
Blaire Erskine es una comediante y escritora estadounidense. Es conocida por sus videos satíricos de Twitter en los que parodia a varias figuras políticas de derecha y simpatizantes ficticios de Donald Trump.

## Carrera
Erskine se mudó a Atlanta en 2011 para asistir a la Universidad Estatal de Georgia y comenzó a tomar clases de improvisación teatral. Se dedicó a la actuación durante dos años antes de centrarse en escribir. Se unió a una clase de monólogos de mujeres en The Punchline en 2017 y comenzó a hacer micrófonos abiertos en Atlanta.
Erskine realizaba regularmente comedias en vivo en Atlanta antes de los requisitos de distanciamiento físico de la pandemia de COVID-19. También es escritora colaboradora de The Reductress y The List.
Ella saltó a la fama en 2020 por publicar videos satíricos en Twitter en respuesta a eventos entonces actuales, a menudo haciéndose pasar por esposas e hijas de destacados políticos y expertos de derecha y varios personajes partidarios de Donald Trump. Uno de sus primeros videos virales la mostraba dando una entrevista falsa como una partidaria de Trump varada en temperaturas bajo cero después de un mitin político en Omaha, Nebraska, parodiando un evento real que tuvo lugar en octubre de 2020. Celebridades como Michael Moore, MC Hammer y la reportera Katie Couric respondieron al video asumiendo que era real. Los personajes que ha interpretado incluyen a la hija de Jerry Falwell Jr., la hija de Amy Coney Barrett, la esposa de Corey Lewandowski y la mejor amiga de Tiffany Trump. A. O. Scott, del The New York Times, se refirió a los videos como «pequeñas obras maestras, que capturan a la perfección las actitudes y técnicas que usamos cuando estamos solos con nuestros teléfonos». En diciembre de 2020, Erskine firmó con la agencia de talentos ICM Partners.
Erskine usó su plataforma para ayudar a recaudar $ 25 000 para las campañas del Senado de Georgia de 2020 de Raphael Warnock y Jon Ossoff.

## Vida personal
Erskine se crio en una granja en la ciudad de Ellaville, Georgia. Se casó con su esposo en octubre de 2020. Residen en Atlanta.